# 플라워 타운역
플라워 타운 역(일본어: フラワータウン駅, フラワータウンえき)은 일본 효고현 산다시에 있는 고베 전철 고엔토시 선의 역이다. 역 번호는 KB31이다. 해발 188m이다.

## 역사
- 1991년 10월 28일: 요코야마 ~ 당역 구간 개통과 동시에 영업 개시.
- 1996년 3월 28일: 당역 ~ 우디타운추오 간 연장 개통으로 중간역이 됨.

## 역 구조
섬식 승강장 1면 2선의 구조이다. 승강장 유효 길이는 5량이고, 단 보통 3량 편성의 운용만이다. 비상 시의 대체와 우디타운 시티 개업 등 다객 때 4량 편성이 입선하기도 했다.
역 건물은 7층으로 개찰구가 1층에 위치하지만 실제로는 승강장이 1층이고 개찰구는 2층에서 취급된다. 인접하는 플로라 88쇼핑 센터(이온 산다점) 2층과 역 건물의 3층이 연결통로에서 접속되어 있으나 그 연결통로 끝에는 인근의 슈퍼 1층과 호텔 2층 사이에 있다.
승강장으로 이어지는 엘리베이터가 1기가 설치되어 있다.

### 승강장
| 1 | ■ 고엔토시 선(상행) | 우디타운추오 방면   |
| 2 | ■ 고엔토시 선(하행) | 요코야마・산다 방면 |

## 역 주변
역 주변은 상업지이고 나머지는 주택지이다. 고베 산다 국제공원도시의 한 축이다.
- 효고 지방 도로 720호 테크노파크산다 선
- 산다 플라워 타운 역전 우체국
- 플로라 88쇼핑 센터(이온 산다점)
- 슈퍼마켓 NISHIYAMA
- 미타 서밋 호텔
- 플라워 타운 센터 정류소

## 인접역
| 고베 전철 고엔토시 선   | 고베 전철 고엔토시 선 | 고베 전철 고엔토시 선                 |
| ----------------------- | --------------------- | ------------------------------------- |
| KB27 요코야마 산다 방면 | ■ 보통                | 미나미우디타운 KB32 우디타운추오 방면 |